# Karl Urban (Politiker)

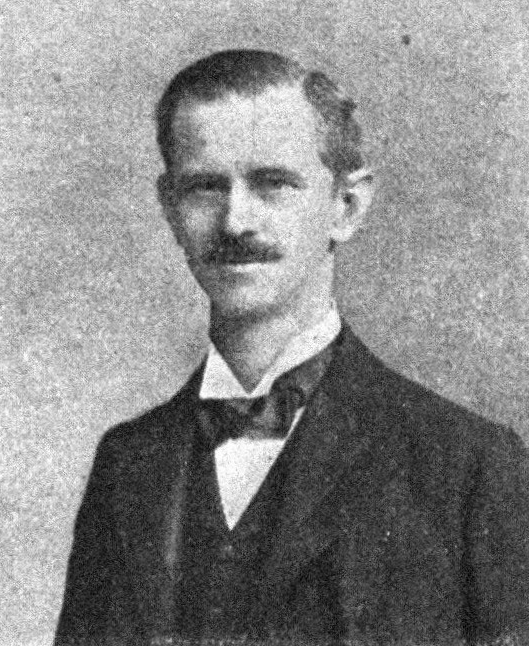
Karl Urban (vor 1908)

Karl Urban (* 1. September 1855 in Prag; † 24. Oktober 1940 ebenda) war ein österreichischer Politiker (Deutschfortschrittliche Partei). Er war ab 1895 Abgeordneter zum Böhmischen Landtag, von 1900 bis 1918 Abgeordneter zum Österreichischen Abgeordnetenhaus sowie zwischen 1916 und 1917 Handelsminister der k.k. Regierung bzw. zwischen 1918 und 1919 Staatssekretär für Handel der Republik Österreich.

## Leben
Urban wurde als Sohn eines Brauereibesitzers in Prag geboren und absolvierte nach dem Besuch der Volksschule sowie des Gymnasiums die juridische Fakultät der Universität Prag. Er war nach seiner Promotion zum Doktor im väterlichen Unternehmen tätig und war Präsident der Aktienbrauerein in Pilsen. Er wirkte zwischen 1895 und 1918 als Landtagsabgeordneter im Böhmischen Landtag. Im Jahr 1900 zog er in das Österreichische Abgeordnetenhaus, wobei er seinen Sitz bei den ersten allgemeinen Wahlen (Männerwahlrecht) verteidigen konnte. Er erzielte 1907 im ersten Wahlgang im Wahlbezirk Böhmen 87 (Städte Saaz, Kaaden, Podersam und Duppau) zwar nur 31 Prozent der Stimmen bzw. den zweiten Platz, konnte sich jedoch in der Stichwahl gegen den Sozialdemokratischen Konkurrenten Anton Dietl mit 58 Prozent durchsetzen. In der Folge war er unter anderem Obmannstellvertreter des volkswirtschaftlichen Ausschusses sowie Mitglied des Steuerausschusses. Bei der Reichsratswahl 1911 kam Urban im ersten Wahlgang bereits auf 51,9 Prozent und konnte damit seinen Sitz im Abgeordnetenhaus bereits im ersten Wahlgang verteidigen. Urban gehörte ab 1911 als Mitglied erneut dem volkswirtschaftlichen Ausschuss sowie dem Finanzausschuss an.
Von 1916 bis 1917 war Urban zudem k.k. Handelsminister der österreichischen Regierung sowie von 30. Oktober 1918 bis 15. März 1919 Staatssekretär für Gewerbe, Industrie und Handel, Kriegs- und Übergangswirtschaft von Deutschösterreich. Gleichzeitig gehörte er während seiner Zeit als Staatssekretär von 21. Oktober 1918 bis 16. Februar  1919 der Provisorischen Nationalversammlung an. Mitte der 1930er Jahre war er außerdem Oberkurator der Böhmischen Sparkasse in Prag, Verwaltungsrat bei Semperit in Wien und der Cosmanos, Vereinigte Textil- und Druckfarben in Josefsthal. Er war zudem Vizepräsident des Deutschen Theatervereins sowie Präsident der Arbeitsgemeinschaft wirtschaftlicher Verbände und Mitglied in verschiedenen Vereinigungen mit sozialpolitischer, kultureller sowie anderen Ausrichtungen.

## Auszeichnungen
- Geheimer Rat
- Großkreuz der Eisernen Krone